# Austrália nos Jogos Olímpicos de Verão de 2016
A Austrália, representados pelo Comitê Olímpico Australiano, compete nos Jogos Olímpicos de Verão de 2016 no Rio de Janeiro entre os dias 5 e 21 de agosto de 2016. Esta será a trigésima primeira vez que participará dos Jogos Olímpicos da Era Moderna, sendo, juntamente com a Grécia, Grã-Bretanha e Suíça, os únicos países que participaram de todas as edições do Jogos.

## Medalhistas
| Medalha | Nome                                                                      | Esporte            | Evento                       | Data        |
| ------- | ------------------------------------------------------------------------- | ------------------ | ---------------------------- | ----------- |
| Ouro    | Mack Horton                                                               | Natação            | 400 metros livres masculino  | 6 de agosto |
| Ouro    | Bronte Campbell Cate Campbell Brittany Elmslie Emma McKeon Madison Wilson | Natação            | 4x100 metros livres feminino | 6 de agosto |
| Ouro    | Catherine Skinner                                                         | Tiro               | Fossa olímpica feminino      | 7 de agosto |
| Bronze  | Alec Potts Ryan Tyack Taylor Worth                                        | Tiro com arco      | Equipes masculinas           | 6 de agosto |
| Bronze  | Maddison Keeney Anabelle Smith                                            | Saltos ornamentais | Sincronizado 3m feminino     | 7 de agosto |

## Natação
Masculino
| Atleta                                                                                     | Evento                       | Classificatória | Classificatória | Semifinal   | Semifinal   | Final       | Final           |
| Atleta                                                                                     | Evento                       | Tempo           | Pos.            | Tempo       | Pos.        | Tempo       | Pos.            |
| ------------------------------------------------------------------------------------------ | ---------------------------- | --------------- | --------------- | ----------- | ----------- | ----------- | --------------- |
| Matthew Abood                                                                              | 50 metros livre              |                 |                 |             |             |             |                 |
| Josh Beaver                                                                                | 100 metros de costas         |                 |                 |             |             |             |                 |
| Josh Beaver                                                                                | 200 metros de costas         |                 |                 |             |             |             |                 |
| Kyle Chalmers                                                                              | 100 metros livre             |                 |                 |             |             |             |                 |
| Thomas Fraser-Holmes                                                                       | 200 metros livre             |                 |                 |             |             |             |                 |
| Thomas Fraser-Holmes                                                                       | 400 metros individual medley | 4:12.51         | 6 Q             | —           | —           | 4:11.90     | 6               |
| Mack Horton                                                                                | 400 metros livre             | 3:43.84         | 2 Q             | —           | —           | 3:41.55     | Medalha de ouro |
| Mack Horton                                                                                | 1500 metros livre            |                 |                 | —           | —           |             |                 |
| Grant Irvine                                                                               | 100 metros borboleta         |                 |                 |             |             |             |                 |
| Grant Irvine                                                                               | 200 metros borboleta         |                 |                 |             |             |             |                 |
| Mitch Larkin                                                                               | 100 metros de costas         |                 |                 |             |             |             |                 |
| Mitch Larkin                                                                               | 200 metros de costas         |                 |                 |             |             |             |                 |
| Travis Mahoney                                                                             | 200 metros individual medley |                 |                 |             |             |             |                 |
| Travis Mahoney                                                                             | 400 metros individual medley | 4:13.37         | 7 Q             | —           | —           | 4:15.48     | 7               |
| Cameron McEvoy                                                                             | 50 metros livre              |                 |                 |             |             |             |                 |
| Cameron McEvoy                                                                             | 100 metros livre             |                 |                 |             |             |             |                 |
| David McKeon                                                                               | 200 metros livre             |                 |                 |             |             |             |                 |
| David McKeon                                                                               | 400 metros livre             | 3:44.68         | 5 Q             | —           | —           | 3:45.28     | 7               |
| Jack McLoughlin                                                                            | 1500 metros livre            |                 |                 | —           | —           |             |                 |
| David Morgan                                                                               | 100 metros borboleta         |                 |                 |             |             |             |                 |
| David Morgan                                                                               | 200 metros borboleta         |                 |                 |             |             |             |                 |
| Jake Packard                                                                               | 100 metros peito             | 59.26           | 6 Q             | 59.48       | 9           | Não avançou | Não avançou     |
| Joshua Palmer                                                                              | 100 metros peito             | 1:01.13         | =30             | Não avançou | Não avançou | Não avançou | Não avançou     |
| Jarrod Poort                                                                               | 10km em águas abertas        | —               | —               | —           | —           |             |                 |
| Matthew Abood* Kyle Chalmers James Magnussen Cameron McEvoy James Roberts                  | Revezamento 4x100 livre      |                 |                 | —           | —           |             |                 |
| Thomas Fraser-Holmes Jacob Hansford* Mack Horton* Cameron McEvoy David McKeon Daniel Smith | Revezamento 4x200 livre      |                 |                 | —           | —           |             |                 |
| Mitch Larkin Cameron McEvoy David Morgan Jake Packard Joshua Palmer*                       | Revezamento 4x100 medley     |                 |                 | —           | —           |             |                 |

Feminino
| Atleta                                                                                | Evento                       | Classificatória | Classificatória | Semifinal   | Semifinal   | Final       | Final           |
| Atleta                                                                                | Evento                       | Tempo           | Pos.            | Tempo       | Pos.        | Tempo       | Pos.            |
| ------------------------------------------------------------------------------------- | ---------------------------- | --------------- | --------------- | ----------- | ----------- | ----------- | --------------- |
| Jessica Ashwood                                                                       | 400 metros livre             |                 |                 | —           | —           |             |                 |
| Jessica Ashwood                                                                       | 800 metros livre             |                 |                 | —           | —           |             |                 |
| Bronte Barratt                                                                        | 200 metros livre             |                 |                 |             |             |             |                 |
| Georgia Bohl                                                                          | 100 metros peito             |                 |                 |             |             |             |                 |
| Georgia Bohl                                                                          | 200 metros peito             |                 |                 |             |             |             |                 |
| Bronte Campbell                                                                       | 50 metros livre              |                 |                 |             |             |             |                 |
| Bronte Campbell                                                                       | 100 metros livre             |                 |                 |             |             |             |                 |
| Cate Campbell                                                                         | 50 metros livre              |                 |                 |             |             |             |                 |
| Cate Campbell                                                                         | 100 metros livre             |                 |                 |             |             |             |                 |
| Tamsin Cook                                                                           | 400 metros livre             |                 |                 | —           | —           |             |                 |
| Tamsin Cook                                                                           | 800 metros livre             |                 |                 | —           | —           |             |                 |
| Alicia Coutts                                                                         | 200 metros individual medley |                 |                 |             |             |             |                 |
| Blair Evans                                                                           | 400 metros individual medley | 4:38.91         | 16              | —           | —           | Não avançou | Não avançou     |
| Madeline Groves                                                                       | 100 metros borboleta         | 58.17           | 17              | Não avançou | Não avançou | Não avançou | Não avançou     |
| Madeline Groves                                                                       | 200 metros borboleta         |                 |                 |             |             |             |                 |
| Chelsea Gubecka                                                                       | 10km em águas abertas        | —               | —               | —           | —           |             |                 |
| Belinda Hocking                                                                       | 200 metros peito             |                 |                 |             |             |             |                 |
| Emma McKeon                                                                           | 200 metros livre             |                 |                 |             |             |             |                 |
| Emma McKeon                                                                           | 100 metros borboleta         | 57.33           | 9 Q             | 56.81       | 2 Q         | 57.05       | 6               |
| Taylor McKeown                                                                        | 100 metros peito             |                 |                 |             |             |             |                 |
| Taylor McKeown                                                                        | 200 metros peito             |                 |                 |             |             |             |                 |
| Keryn McMaster                                                                        | 400 metros individual medley | 4:37.33         | =10             | —           | —           | Não avançou | Não avançou     |
| Kotuku Ngawati                                                                        | 200 metros individual medley |                 |                 |             |             |             |                 |
| Emily Seebohm                                                                         | 100 metros de costas         |                 |                 |             |             |             |                 |
| Emily Seebohm                                                                         | 200 metros de costas         |                 |                 |             |             |             |                 |
| Brianna Throssell                                                                     | 200 metros borboleta         |                 |                 |             |             |             |                 |
| Madison Wilson                                                                        | 100 metros de costas         |                 |                 |             |             |             |                 |
| Bronte Campbell Cate Campbell Brittany Elmslie Emma McKeon Madison Wilson*            | Revezamento 4x100 livre      | 3:32.39         | 1 Q             | —           | —           | 3:30.65     | Medalha de ouro |
| Bronte Barratt Madeline Groves Emma McKeon Leah Neale                                 | Revezamento 4x200 livre      |                 |                 | —           | —           |             |                 |
| Georgia Bohl Bronte Campbell* Cate Campbell Emma McKeon Taylor McKeown* Emily Seebohm | Revezamento 4x100 medley     |                 |                 | —           | —           |             |                 |

## Tiro com arco
Misto
| Atleta                             | Evento               | Classificatória | Classificatória | 64 avos de final | 32 avos de final | Oitavas de final | Quartas de final   | Semifinais                | Final / DB        | Final / DB        |
| Atleta                             | Evento               | Placar          | Pos.            | Opositor Placar  | Opositor Placar  | Opositor Placar  | Opositor Placar    | Opositor Placar           | Opositor Placar   | Pos.              |
| ---------------------------------- | -------------------- | --------------- | --------------- | ---------------- | ---------------- | ---------------- | ------------------ | ------------------------- | ----------------- | ----------------- |
| Alec Potts                         | Individual masculino | 666             | 20              | BRA Oliveira 0   |                  |                  |                    |                           |                   |                   |
| Ryan Tyack                         | Individual masculino | 665             | 23              | BEL Ramaekers 0  |                  |                  |                    |                           |                   |                   |
| Taylor Worth                       | Individual masculino | 674             | 14              | EGY El-Nemr 0    |                  |                  |                    |                           |                   |                   |
| Alec Potts Ryan Tyack Taylor Worth | Equipe masculina     | 2005            | 4               | —                | —                | —                | França (FRA) W 5–3 | Coreia do Sul (KOR) L 0–6 | China (CHN) W 6–2 | Medalha de bronze |
| Alice Ingley                       | Individual feminino  | 593             | 58              | ITA Boari 0      |                  |                  |                    |                           |                   |                   |

Legenda
| Recorde mundial      | Recorde mundial (World record)               |                       | Recorde africano                      | Recorde africano (African) |                                           | Q | Classificado por posição (Qualified) |
| Recorde olímpico     | Recorde olímpico (Olympic record)            | Recorde da América    | Recorde da América (Americas)         | q                          | Classificado por melhor tempo (Qualified) |   |                                      |
| Melhor marca do ano  | Melhor marca do ano (World leading)          | Recorde asiático      | Recorde asiático (Asian)              | DNS                        | Não largou (Did not start)                |   |                                      |
| Recorde nacional     | Recorde nacional (National record)           | Recorde europeu       | Recorde europeu (European)            | DNF                        | Não terminou (Did not finish)             |   |                                      |
| Recorde pessoal      | Recorde pessoal do atleta (Personal best)    | Recorde da Oceania    | Recorde da Oceania (Oceania)          | DSQ / DQ                   | Desclassificado (Disqualified)            |   |                                      |
| Recorde da temporada | Recorde da temporada do atleta (Season best) | Recorde sul-americano | Recorde sul-americano (South America) | NM                         | Sem marca (No mark)                       |   |                                      |